# George Hicks (piłkarz)
George Wolstenholme Hicks (ur. 30 kwietnia 1902, zm. 21 lutego 1954) – angielski piłkarz, który występował na pozycji napastnika.

## Kariera klubowa
Do Manchesteru City przyszedł w listopadzie 1923 z Droylsden. W City zadebiutował 13 lutego 1924 w meczu z Nothingham Forest. Pierwszą bramkę zdobył trzy dni później w zremisowanym 2:2 spotkaniu z Burnley. Łącznie, biorąc pod uwagę mecze ligowe i pucharowe, wystąpił w City w 135 meczach i zdobył 43 bramki. W październiku 1928 został zawodnikiem Birmingham. Grał jeszcze w Bristol Rovers, Swindon Town i Rotherham United.